# Jipsingboertange (afwateringswaterschap)
Jipsingboertange is een voormalig waterschap in de Nederlandse provincie Groningen.
Het waterschap onderhield enkele wijken bij Jipsingboertange. Waterstaatkundig gezien ligt het gebied sinds 2000 binnen dat van het waterschap Hunze en Aa's.
Het schap moet niet verward worden met het gelijknamige wegwaterschap.